# Премия общества кинокритиков Бостона за лучшую женскую роль второго плана
Премия общества кинокритиков Бостона за лучшую женскую роль второго плана (англ. Boston Society of Film Critics Award for Best Supporting Actress) — ежегодная награда премии Общества кинокритиков Бостона, присуждаемая с 1980 года.
Актрисы могут быть награждены только за роли в фильмах, вышедших в прокат в Бостоне. Процедура подачи заявок для рассмотрения не предусмотрена.
В 2024 году премии кинокритиков в категории «Лучшая женская роль второго плана» была удостоена Даниэль Дедуайлер, исполнительница роли Бернис в фильме «Уроки фортепиано».

## Лауреаты и номинанты

### 1980-е
| Год  | Фото лауреата                        | Актриса                                 | Фильм                                                  | Роль                                      | Пр.   |
| ---- | ------------------------------------ | --------------------------------------- | ------------------------------------------------------ | ----------------------------------------- | ----- |
| 1980 |                                      | Мэри Стинберджен англ. Mary Steenburgen | Мелвин и Говард англ. Melvin and Howard                | Линда Уэст Даммар англ. Lynda West Dummar | [ 4 ] |
| 1981 |                                      | Мона Уошборн англ. Mona Washbourne      | Стиви англ. Stevie                                     | Тётя англ. Aunt                           | [ 4 ] |
| 1982 |                                      | Джессика Лэнг англ. Jessica Lange       | Тутси англ. Tootsie                                    | Джули Николс англ. Julie Nichols          | [ 4 ] |
| 1983 |                                      | Линда Хант англ. Linda Hunt             | Год опасной жизни англ. The Year of Living Dangerously | Билли Кван англ. Billy Kwan               | [ 4 ] |
| 1984 |                                      | Пегги Эшкрофт англ. Peggy Ashcroft      | Поездка в Индию англ. A Passage to India               | Миссис Мур англ. Mrs. Moore               | [ 4 ] |
| 1985 |                                      | Анжелика Хьюстон англ. Anjelica Huston  | Честь семьи Прицци англ. Prizzi's Honor                | Маэрос Прицци англ. Carrie Watts          | [ 4 ] |
| 1986 |                                      | Дайан Уист англ. Dianne Wiest           | Ханна и её сёстры англ. Hannah and Her Sisters         | Холли англ. Holly                         | [ 4 ] |
| 1987 |                                      | Кэти Бейкер англ. Kathy Baker           | Уличная сообразительность англ. Street Smart           | Панчи англ. Punchy                        | [ 4 ] |
| 1988 |                                      | Джоан Кьюсак англ. Joan Cusack          | Замужем за мафией англ. Married to the Mob             | Роуз англ. Rose                           | [ 4 ] |
| 1988 | Звёзды и полосы англ. Stars and Bars | Джоан Кьюсак англ. Joan Cusack          | Ирен Штайн англ. Irene Stein                           |                                           | [ 4 ] |
| 1988 | Деловая девушка англ. Working Girl   | Джоан Кьюсак англ. Joan Cusack          | Синтия англ. Cynthia                                   |                                           | [ 4 ] |
| 1989 |                                      | Бренда Фрикер англ. Brenda Fricker      | Моя левая нога англ. My Left Foot                      | Бриджет Браун англ. Bridget Brown         | [ 4 ] |

### 1990-е
| Год  | Фото лауреата                                                          | Актриса                                         | Фильм                                                      | Роль                                  | Пр.   |
| ---- | ---------------------------------------------------------------------- | ----------------------------------------------- | ---------------------------------------------------------- | ------------------------------------- | ----- |
| 1990 |                                                                        | Дженнифер Джейсон Ли англ. Jennifer Jason Leigh | Последний поворот на Бруклин англ. Last Exit to Brooklyn   | Тралала англ. Tralala                 | [ 5 ] |
| 1990 | Майами блюз англ. Miami Blues                                          | Дженнифер Джейсон Ли англ. Jennifer Jason Leigh | Сьюзи Уоггонер англ. Susie Waggoner                        |                                       | [ 5 ] |
| 1991 |                                                                        | Мерседес Рул англ. Mercedes Ruehl               | Король-рыбак англ. The Fisher King                         | Анна Наполитано англ. Anne Napolitano | [ 5 ] |
| 1992 |                                                                        | Джуди Дэвис англ. Judy Davis                    | Мужья и жёны англ. Husbands and Wives                      | Салли англ. Sally                     | [ 5 ] |
| 1992 | Там, где даже ангелы боятся появиться англ. Where Angels Fear to Tread | Джуди Дэвис англ. Judy Davis                    | Харриет Херритон англ. Harriet Herriton                    |                                       | [ 5 ] |
| 1993 |                                                                        | Рози Перес англ. Rosie Perez                    | Бесстрашный англ. Fearless                                 | Карла Родриго англ. Carla Rodrigo     | [ 5 ] |
| 1994 |                                                                        | Кирстен Данст англ. Kirsten Dunst               | Интервью с вампиром англ. Interview with the Vampire       | Клаудия англ. Claudia                 | [ 5 ] |
| 1994 | Маленькие женщины англ. Little Women                                   | Кирстен Данст англ. Kirsten Dunst               | Эми Марч (в молодости) англ. Amy March (Young)             |                                       | [ 5 ] |
| 1995 |                                                                        | Джоан Аллен англ. Joan Allen                    | Никсон англ. Nixon                                         | Пэт Никсон англ. Pat Nixon            | [ 5 ] |
| 1996 |                                                                        | Кортни Лав англ. Courtney Love                  | Народ против Ларри Флинта англ. The People vs. Larry Flynt | Алтея Флинт англ. Althea Leasure      | [ 5 ] |
| 1997 |                                                                        | Сара Полли англ. Sarah Polley                   | Славное будущее англ. The Sweet Hereafter                  | Николь Бернелл англ. Nicole Burnell   | [ 5 ] |
| 1998 |                                                                        | Джоан Аллен англ. Joan Allen                    | Плезантвиль англ. Pleasantville                            | Бетти Паркер англ. Betty Parker       | [ 5 ] |
| 1999 |                                                                        | Хлоя Севиньи англ. Chloë Sevigny                | Парни не плачут англ. Boys Don't Cry                       | Лана Тисдел англ. Lana Tisdel         | [ 5 ] |

### 2000-е
| Год  | Фото лауреата                                            | Актриса                                    | Фильм                                                     | Роль                                                   | Пр.    |
| ---- | -------------------------------------------------------- | ------------------------------------------ | --------------------------------------------------------- | ------------------------------------------------------ | ------ |
| 2000 |                                                          | Фрэнсис Макдорманд англ. Frances McDormand | Почти знаменит англ. Almost Famous                        | Элейн Миллер англ. Elaine Miller                       | [ 6 ]  |
| 2000 | Вундеркинды англ. Wonder Boys                            | Фрэнсис Макдорманд англ. Frances McDormand | Сара Гаскелл англ. Sara Gaskell                           |                                                        | [ 6 ]  |
| 2001 |                                                          | Кэмерон Диас англ. Cameron Diaz            | Ванильное небо англ. Vanilla Sky                          | Джулианна «Джули» Джанни англ. Julianna “Julie” Gianni | [ 7 ]  |
| 2002 |                                                          | Тони Коллетт англ. Toni Collette           | Мой мальчик англ. About a Boy                             | Фиона Брюэр англ. Fiona Brewer                         | [ 8 ]  |
| 2002 | Часы англ. The Hours                                     | Тони Коллетт англ. Toni Collette           | Китти англ. Kitty                                         |                                                        | [ 8 ]  |
| 2003 |                                                          | Патриша Кларксон англ. Patricia Clarkson   | Праздник Эйприл англ. Pieces of April                     | Джой Бернс англ. Joy Burns                             | [ 9 ]  |
| 2003 | Станционный смотритель англ. The Station Agent           | Патриша Кларксон англ. Patricia Clarkson   | Оливия Харрис англ. Olivia Harris                         |                                                        | [ 9 ]  |
| 2004 |                                                          | Лора Дерн англ. Laura Dern                 | Мы здесь больше не живём англ. We Don't Live Here Anymore | Терри Линден англ. Terry Linden                        | [ 10 ] |
| 2004 |                                                          | Шэрон Уоррен англ. Sharon Warren           | Рэй англ. Ray                                             | Арета Робинсон англ. Aretha Robinson                   | [ 10 ] |
| 2005 |                                                          | Кэтрин Кинер англ. Catherine Keener        | Сорокалетний девственник англ. The 40-Year-Old Virgin     | Триш Пьемонт англ. Trish Piedmont                      | [ 11 ] |
| 2005 | Баллада о Джеке и Роуз англ. The Ballad of Jack and Rose | Кэтрин Кинер англ. Catherine Keener        | Кэтлин англ. Kathleen                                     |                                                        | [ 11 ] |
| 2005 | Капоте англ. Capote                                      | Кэтрин Кинер англ. Catherine Keener        | Харпер Ли англ. Harper Lee                                |                                                        | [ 11 ] |
| 2006 |                                                          | Шарика Эппс англ. Shareeka Epps            | Полу-Нельсон англ. Half Nelson                            | Дрей англ. Drey                                        | [ 12 ] |
| 2007 |                                                          | Эми Райан англ. Amy Ryan                   | Прощай, детка, прощай англ. Gone Baby Gone                | Хелен Маккриди англ. Helene McCready                   | [ 13 ] |
| 2008 |                                                          | Пенелопа Крус англ. Penélope Cruz          | Вики Кристина Барселона англ. Vicky Cristina Barcelona    | Мария Елена англ. María Elena                          | [ 14 ] |
| 2009 |                                                          | Мо’Ник англ. Mo'Nique                      | Сокровище англ. Precious                                  | Мэри Ли Джонстон англ. Mary Lee Johnston               | [ 15 ] |

### 2010-е
| Год  | Фото лауреата | Актриса                                 | Фильм                                                               | Роль                                       | Пр.    |
| ---- | ------------- | --------------------------------------- | ------------------------------------------------------------------- | ------------------------------------------ | ------ |
| 2010 |               | Джульетт Льюис англ. Juliette Lewis     | Приговор англ. Conviction                                           | Розанна Пэрри англ. Roseanna Perry         | [ 16 ] |
| 2011 |               | Мелисса Маккарти англ. Melissa McCarthy | Девичник в Вегасе англ. Bridesmaids                                 | Меган Прайс англ. Megan Price              | [ 17 ] |
| 2012 |               | Салли Филд англ. Sally Field            | Линкольн англ. Lincoln                                              | Мэри Тодд Линкольн англ. Mary Todd Lincoln | [ 18 ] |
| 2013 |               | Джун Скуибб англ. June Squibb           | Небраска англ. Nebraska                                             | Кейт Грант англ. Kate Grant                | [ 19 ] |
| 2014 |               | Эмма Стоун англ. Emma Stone             | Бёрдмэн англ. Birdman                                               | Сэм Томсон англ. Sam Thomson               | [ 20 ] |
| 2015 |               | Кристен Стюарт англ. Kristen Stewart    | Зильс-Мария англ. Clouds of Sils Maria                              | Валентина англ. Valentine                  | [ 21 ] |
| 2016 |               | Лили Глэдстоун англ. Lily Gladstone     | Несколько женщин англ. Certain Women                                | Джейми англ. Jamie                         | [ 22 ] |
| 2017 |               | Лори Меткалф англ. Laurie Metcalf       | Леди Бёрд англ. Lady Bird                                           | Мэрион Макферсон англ. Marion McPherson    | [ 23 ] |
| 2018 |               | Реджина Кинг англ. Regina King          | Если Бил-стрит могла бы заговорить англ. If Beale Street Could Talk | Шэрон Риверс англ. Sharon Rivers           | [ 24 ] |
| 2019 |               | Лора Дерн англ. Laura Dern              | Брачная история англ. Marriage Story                                | Нора Фэншоу англ. Nora Fanshaw             | [ 25 ] |

### 2020-е
| Год  | Фото лауреата | Актриса                                         | Фильм                                           | Роль                                            | Пр.    |
| ---- | ------------- | ----------------------------------------------- | ----------------------------------------------- | ----------------------------------------------- | ------ |
| 2020 |               | Юн Ёджон англ. Youn Yuh-jung                    | Минари англ. Minari                             | Сун-джа англ. Soon-ja                           | [ 26 ] |
| 2021 |               | Джесси Бакли англ. Jessie Buckley               | Незнакомая дочь англ. The Lost Daughter         | Леда Карузо в молодости англ. Young Leda Caruso | [ 27 ] |
| 2022 |               | Керри Кондон англ. Kerry Condon                 | Банши Инишерина англ. The Banshees of Inisherin | Шивон Суильябхайн англ. Siobhán Súilleabháin    | [ 28 ] |
| 2023 |               | Давайн Джой Рэндольф англ. Da'Vine Joy Randolph | Оставленные англ. The Holdovers                 | Мэри Лэмб англ. Mary Lamb                       | [ 29 ] |
| 2024 |               | Даниэль Дедуайлер англ. Danielle Deadwyler      | Уроки фортепиано англ. The Piano Lesson         | Бернис англ. Berniece                           | [ 3 ]  |